# Orgyia sicula
Orgyia sicula är en fjärilsart som beskrevs av Otto Staudinger 1887. Orgyia sicula ingår i släktet fjädertofsspinnare, och familjen tofsspinnare. Inga underarter finns listade i Catalogue of Life.